# Grapska Donja
Grapska Donja (szerbül: Грапска Доња), település Bosznia-Hercegovinában, a Szerb Köztársaság északi régiójában Doboj községben. 

## Fekvése
A település Bosznia-Hercegovina északi részén, Dobojtól légvonalban 6, közúton 11 km-re északra, a Boszna-folyó jobb partján, 132-294 méteres magasságban található.

## Népessége
| Nemzetiségi csoport | Népesség 1991 | Népesség 2013 |
| ------------------- | ------------- | ------------- |
| Szerb               | 472           | 463           |
| Bosnyák             | 0             | 1             |
| Horvát              | 1             | 2             |
| Jugoszláv           | 10            | 0             |
| Egyéb               | 11            | 2             |
| Összesen            | 494           | 468           |

## Története
A település 1878-ig tartozott az Oszmán Birodalomhoz, ekkor a berlini kongresszus határozata alapján az Osztrák-Magyar Monarchia része lett. 1879-ben az első osztrák-magyar népszámlálás során a Gračanicai járáshoz tartozó Grabska Srpska településnek 35 háztartása és 220 ortodox lakosa volt.
1910-ben a Gračanicai járáshoz tartozó településen 54 háztartást és 307 ortodox lakost találtak. A monarchia szétesésével 1918-ban előbb a Szerb-Horvát-Szlovén Királyság, majd 1929-től a Jugoszláv Királyság része lett. 1921-ben a Gračanicai járáshoz tartozó községnek 334 lakosa volt, mind ortodox szerbek. Az 1929-es törvény értelmében, amikor Bosznia-Hercegovinát négy banovinára, Drinskára, Vrbaskára, Zetskára és Primorskára osztották, a település a Vrbaska banovina része lett, amelynek székhelye Banja Luka volt.
A második világháborúban Jugoszlávia megszállása után a Független Horvát Állam (NDH) része lett. A második világháború után 1992-ig a település a szocialista Jugoszlávia keretében a Bosznia-Hercegovinai Népköztársaság, valamint Gračanica község része volt. A boszniai háború idején a nem szerb lakosságot elüldözték, a falu mecsetét lerombolták. A boszniai háborút lezáró daytoni békeszerződés rendelkezése alapján az ország területét felosztották a Bosznia-hercegovinai Föderáció és a boszniai Szerb Köztársaság között. A békeszerződés utáni területmegosztási megállapodás értelmében a település a Boszniai Szerb Köztársasághoz és Doboj községhez került. A muszlim lakosság egy része 2000-től tért vissza a településre, ahol rövidesen újjáépítették mecsetüket.

## Nevezetességei
Az Úr Mennybemenetele tiszteletére szentelt ortodox temploma. Egyhajós templom, mérete 25x11 méter. A templom építése 1892-ben kezdődött és 1894-ben szentelte fel Nikolaj Mandić zvornik-tuzlai metropolita. Története során a templom különféle károkat szenvedett. A második világháború alatt a templomot gránáttalálat érte a Boszna folyó túloldaláról, Johovacból érkező ellenség részéről. A második világháború alatt a németek is meggyalázták, amikor istállóvá alakították. A boszniai háborúban (1992-1995) a templomot Johovacról ismét támadás érte 1992. június 5-én, az alapkőletétel századik évfordulóján. Az új fenyő ikonosztázt az eszéki Miladin Savić készítette. Az ikonosztáz ikonjait a doboji Aleksandar Vasiljević festette.